# Vu Hội Văn
Vu Hội Văn (tiếng Trung giản thể: 于会文, bính âm Hán ngữ: Yú Huìwén, sinh tháng 10 năm 1968, người Mãn) là chính trị gia nước Cộng hòa Nhân dân Trung Hoa. Ông là Ủy viên dự khuyết Ủy ban Trung ương Đảng Cộng sản Trung Quốc khóa XX, hiện là Thường vụ Thành ủy Trùng Khánh, Bí thư Quận ủy Vạn Châu. Cùng Vạn Châu, ông từng là người đứng đầu tức Bí thư Quận ủy của hai quận khác là Du Bắc và Đại Túc.
Vu Hội Văn là đảng viên Đảng Cộng sản Trung Quốc, học vị Tiến sĩ Kỹ thuật, chức danh Phó Nghiên cứu viên. Ông có hơn 25 năm công tác thiên về khoa học kỹ thuật ở Liêu Ninh, gần 10 năm ở Tứ Xuyên trước khi chuyển tới Trùng Khánh.

## Xuất thân và giáo dục
Vu Hội Văn sinh vào tháng 10 năm 1968 tại huyện Tuy Trung nay thuộc địa cấp thị Hồ Lô Đảo, tỉnh Liêu Ninh, Cộng hòa Nhân dân Trung Hoa, trong một gia đình người Mãn. Ông lớn lên và tốt nghiệp cao trung ở Tuy Trung, đến tháng 9 năm 1986 thì sang Cẩm Châu theo học Học viện Sư phạm Cẩm Châu – nay là Đại học Bột Hải – ở hệ hóa học, tốt nghiệp Cử nhân Hóa học vào tháng 7 năm 1990. Sau khi tốt nghiệp trường Cẩm Châu, ông thi đỗ chương trình sau đại học hệ hóa học của Đại học Liêu Ninh, theo học chuyên ngành hóa vô cơ, nhận bằng Thạc sĩ Kỹ thuật hóa học vào tháng 7 năm 1993, đồng thời được kết nạp Đảng Cộng sản Trung Quốc tại trường Liêu Ninh vào lúc tốt nghiệp thạc sĩ. Từ tháng 9 năm 2002, ông bắt đầu là nghiên cứu sinh tại chức ở Học viện Kỹ thuật xây dựng dân dụng và Tài nguyên của Đại học Đông Bắc về lĩnh vực kỹ thuật gia công khoáng vật, trở thành Tiến sĩ Kỹ thuật vào tháng 9 năm 2006. Giai đoạn này ông cũng theo học khóa bồi dưỡng, huấn luyện cán bộ dân tộc thiểu số tháng 9–11 năm 2002 tại Trường Đảng Trung ương Đảng Cộng sản Trung Quốc.

## Sự nghiệp

### Liêu Ninh
Tháng 7 năm 1993, sau khi trở thành thạc sĩ, Vu Hội Mãn được phân công về Sở Hóa dầu của Chính phủ Nhân dân tỉnh Liêu Ninh, công tác ở vị trí kỹ thuật viên của Viện Thiết kế quy hoạch. Được 2 năm thì ông được tuyển làm cán bộ tập sự của Văn phòng Ủy ban Khoa học Kỹ thuật Liêu Ninh trong 1 năm, rồi chính thức là cán bộ cấp phó chủ nhiệm khoa viên từ tháng 6 năm 1996. Tháng 1 năm 1998, ông là Khoa trưởng Khoa Nghiệp vụ của Trung tâm nghiên cứu Phân tích trắc thí Liêu Ninh, chuyên về phân tích, nghiên cứu, trắc nghiệm và thí nghiệm khoáng vật, rồi Phó Chủ nhiệm trung tâm này từ tháng 10 năm 1999. Tháng 5 năm 2001, ông được điều trở lại cơ quan khoa học kỹ thuật từng công tác năm 1995, lúc này đã cải tổ thành Sảnh Khoa Kỹ, ông nhậm chức Phó Chủ nhiệm Văn phòng sảnh nảy, được ít lâu chưa đến 1 tháng thì được điều về thủ phủ Thẩm Dương làm Trợ lý Điều nghiên viên Phòng Chính Pháp Khoa Kỹ (chính trị, pháp luật, khoa học và kỹ thuật) của Sảnh Văn phòng Chính phủ Thẩm Dương, phong chức danh khoa học Phó Nghiên cứu viên từ tháng 8 năm này. Từ tháng 12 năm 2001, ông là Phó Trưởng phòng Chính Pháp Khoa Kỹ, và là Trưởng phòng từ tháng 5 năm 2005.

### Tứ Xuyên và Trùng Khánh
Tháng 5 năm 2010, sau hơn 15 năm công tác ở quê nhà Liêu Ninh, Vu Hội Văn được điều tới Tứ Xuyên, bổ nhiệm làm Phó Sảnh trưởng Sảnh Bảo vệ môi trường tỉnh, Thành viên Đảng tổ. Đến tháng 3 năm 2014, ông được điều về địa cấp thị Phàn Chi Hoa, chỉ định vào Ủy ban Thường vụ Thị ủy, được bổ nhiệm làm Phó Thị trưởng thường vụ, rồi Phó Bí thư Thị ủy Phàn Chi Hoa từ tháng 7 năm 2015. Tháng 8 năm 2016, ông được điều trở lại Chính phủ Tứ Xuyên làm Phó Bí thư Đảng tổ Sảnh Bảo vệ môi trường, là Sảnh trưởng kiêm Cục trưởng Cục Quản lý an toàn hạt nhân Tứ Xuyên từ tháng 1 năm 2017. Sang 2018, sảnh này được cải tổ thành Sảnh Hoàn cảnh sinh thái, ông chuyển vị trí làm Sảnh trưởng sảnh mới.
Tháng 12 năm 2019, sau gần 10 năm ở Tứ Xuyên, Vu Hội Mãn được điều sang Trùng Khánh, điều về quận ngoại thành Đại Túc làm Bí thư Quận ủy. Đến tháng 8 năm 2021 thì ông được điều sang một quận gồm cả ngoại thành và nội thành là Du Bắc làm Bí thư Quận ủy. Sang tháng 5 năm 2022, ông được bầu vào Ủy ban Thường vụ Thành ủy Trùng Khánh, cấp phó tỉnh, phân công làm Bí thư Quận ủy một quận ngoài thành là Vạn Châu – quận đặc biệt được quy hoạch là vùng đô thị thứ hai bên cạnh nội thành của Trùng Khánh, phụ trách vị trí là trung tâm hậu cần và vận tải vùng Tam Hiệp Trường Giang, với các Bí thư Quận ủy đều là Thường vụ Thành ủy, đồng thời ông được bầu là đại biểu của Trùng Khánh dự Đại hội Đảng Cộng sản Trung Quốc lần thứ XX. Trong quá trình bầu cử tại đại hội, ông được bầu là Ủy viên dự khuyết Ủy ban Trung ương Đảng Cộng sản Trung Quốc khóa XX.